# Драган Великич
Драган Великич (на сръбски: Драган Великић) е сръбски писател и дипломат.

## Биография
Роден е в Белград на 3 юли 1953 г.. Израства в Пула. Завършва световна литература във Филологическия факултет на Белградския университет. От 1994 до 1999 година е редактор в Радио Б92. През годините има свои колонки в списание „НИН“ и вестниците „Време“, „Данас“ и „Репортер“. През юни 2005 година е изпратен като посланик на Сърбия и Черна гора във Виена, а след обявяването на независимостта на Черна гора през май 2006 година продължава да изпълнява функцията си на посланик, но вече само на Сърбия (до 2013 г.).
Автори е на романите „Via Pula“ (1988), „Астраган“ (1991), „Хамсин 51“ (1993), „Северната стена“ (1995), „Площадът на Данте“ (1997), „Случаят Бремен“ (2001), „Досието Домашевски“ (2003), „Руският прозорец“ (2007); на сборници с разкази и есета. Шест пъти е номиниран за най-престижната сръбска литературна награда – НИН-овата, а през 2007 и 2015 г. е и неин носител.
Книгите му са преведени на повече от десет европейски езика. Присъства в сръбски и чуждестранни антологии с проза.

## Признание и награди
- Награда „Милош Църнянски“ за романа „Via pula“ (1988)
- Стипендия на Фонд „Борислав Пекич“ за романа „Северната стена“
- НИН-ова награда за романа „Руски прозорец“ (2007)[2]
- Mitteleuropa Preis (2008) за романа „Руски прозорец“
- Награда „Меша Селимович“ за романа „Руски прозорец“ (2009)[3]

### На български
- Руският прозорец. Превод от сръбски Мария-Йоанна Стоядинович. София: Агата А, 2010, 380 с.
- За писателите и градовете. Превод от сръбски Мария-Йоанна Стоядинович. София: Агата А, 2013, 188 с.[4][5][6]